# Joachim Puchner
Pour les articles homonymes, voir Puchner.
Joachim Puchner, né le 25 septembre 1987, est un skieur alpin autrichien s'illustrant uniquement dans les disciplines de vitesse (descente et super G).

## Biographie
En 2007, il est vice-champion du monde junior de super G. Il débute en Coupe du monde en janvier 2009 à Wengen et obtient son premier podium en mars 2011 en terminant troisième du super G de Kvitfjell.
Il compte une seule participation aux Championnats du monde qui a lieu en 2011, où il est douzième du combiné.
Il officialise sa retraite sportive en 2017, ayant du mal à retrouver son niveau après des blessures.

## Vie personnelle
Il est le frère de Mirjam Puchner, également skieuse alpine.

## Palmarès

### Championnats du monde
| Édition / Épreuve      | Combiné |
| ---------------------- | ------- |
| Mondiaux 2011 Garmisch | 12e     |

### Coupe du monde
- Meilleur classement général : 21e en 2012.
- 3 podiums.

#### Différents classements en Coupe du monde
| Saison/Classement | Général | Général | Descente | Descente | Super G | Super G | Combiné | Combiné |
| Saison/Classement | Class.  | Points  | Class.   | Points   | Class.  | Points  | Class.  | Points  |
| ----------------- | ------- | ------- | -------- | -------- | ------- | ------- | ------- | ------- |
| 2009-2010         | 88e     | 53      | 52e      | 7        | -       | -       | 25e     | 46      |
| 2010-2011         | 29e     | 283     | 15e      | 173      | 21e     | 81      | 28e     | 29      |
| 2011-2012         | 21e     | 506     | 12e      | 270      | 11e     | 204     | 25e     | 32      |
| 2012-2013         | 24e     | 278     | 18e      | 114      | 8e      | 154     | 24e     | 10      |
| 2013-2014         | 57e     | 109     | 36e      | 30       | 23e     | 79      | -       | -       |
| 2014-2015         | 90e     | 54      | -        | -        | 28e     | 49      | 38e     | 5       |

### Championnats du monde junior
| Édition / Épreuve             | Descente | Super G | Slalom géant | Slalom |
| ----------------------------- | -------- | ------- | ------------ | ------ |
| Mondiaux juniors 2006 Québec  | 19e      | -       | 8e           | Ab.    |
| Mondiaux juniors 2007 Flachau | 9e       | Argent  | 9e           | Ab.    |

### Coupe d'Europe
- Vainqueur du classement de la descente en 2015.
- 3 victoires (2 en descente et 1 en super G).

### Championnats d'Autriche
- Champion du super combiné en 2010.